# EPrix van Misano 2024
De ePrix van Misano 2024 werd gehouden over twee races op 13 en 14 april 2024 op het Misano World Circuit Marco Simoncelli. Dit waren de zesde en zevende races van het tiende Formule E-seizoen.
De eerste race werd in eerste instantie gewonnen door Porsche-coureur António Félix da Costa, maar hij werd na afloop gediskwalificeerd omdat de gasklepveer van zijn auto niet voldeed aan de technische reglementen. Hierdoor werd Nissan-coureur Oliver Rowland uitgeroepen tot winnaar. Hij behaalde zijn eerste zege sinds de ePrix van Berlijn 2020. Jake Dennis werd voor Andretti vanaf pole position tweede, terwijl Maserati-rijder Maximilian Günther derde werd.
De tweede race werd gewonnen door de andere Porsche-coureur Pascal Wehrlein, die zijn tweede zege van het jaar behaalde nadat Rowland in de laatste ronde zonder energie stil kwam te vallen. Dennis eindigde wederom als tweede, terwijl Jaguar-rijder Nick Cassidy derde werd.

## Race 1

### Kwalificatie

#### Groepsfase
De top vier uit iedere groep kwalificeerde zich voor de knockoutfase.
Groep A
| Pos | No | Coureur                | Team            | Tijd     |
| --- | -- | ---------------------- | --------------- | -------- |
| 1   | 25 | Jean-Éric Vergne       | DS              | 1:18.062 |
| 2   | 94 | Pascal Wehrlein        | Porsche         | 1:18.243 |
| 3   | 22 | Oliver Rowland         | Nissan          | 1:18.332 |
| 4   | 7  | Maximilian Günther     | Maserati        | 1:18.335 |
| 5   | 4  | Robin Frijns           | Envision-Jaguar | 1:18.360 |
| 6   | 23 | Sacha Fenestraz        | Nissan          | 1:18.423 |
| 7   | 13 | António Félix da Costa | Porsche         | 1:18.536 |
| 8   | 11 | Lucas di Grassi        | Abt-Mahindra    | 1:18.540 |
| 9   | 2  | Stoffel Vandoorne      | DS              | 1:18.557 |
| 10  | 18 | Jehan Daruvala         | Maserati        | 1:18.909 |
| 11  | 3  | Sérgio Sette Câmara    | ERT             | 1:19.143 |

Groep B
| Pos | No | Coureur         | Team             | Tijd     |
| --- | -- | --------------- | ---------------- | -------- |
| 1   | 9  | Mitch Evans     | Jaguar           | 1:18.027 |
| 2   | 8  | Sam Bird        | McLaren-Nissan   | 1:18.133 |
| 3   | 51 | Nico Müller     | Abt-Mahindra     | 1:18.275 |
| 4   | 37 | Nick Cassidy    | Jaguar           | 1:18.280 |
| 5   | 16 | Sébastien Buemi | Envision-Jaguar  | 1:18.496 |
| 6   | 17 | Norman Nato     | Andretti-Porsche | 1:18.558 |
| 7   | 48 | Edoardo Mortara | Mahindra         | 1:18.612 |
| 8   | 33 | Dan Ticktum     | ERT              | 1:18.639 |
| 9   | 1  | Jake Dennis     | Andretti-Porsche | 1:18.668 |
| 10  | 21 | Nyck de Vries   | Mahindra         | 1:18.794 |
| DSQ | 5  | Jake Hughes     | McLaren-Nissan   | 1:17.864 |

#### Knockoutfase
De combinatie letter/cijfer staat voor de groep waarin de betreffende coureur uitkwam en de positie die hij in deze groep behaalde.
|  | Kwartfinale        | Kwartfinale      |                  |          | Halve finale | Halve finale |  |  | Finale | Finale |
|  |                    |                  |                  |          |              |              |  |  |        |        |
|  |                    |                  |                  |          |              |              |  |  |        |        |
|  | A3-A2              |                  |                  |          |              |              |  |  |        |        |
|  |                    |                  |                  |          |              |              |  |  |        |        |
|  | Oliver Rowland     | 1:17.704         |                  |          |              |              |  |  |        |        |
|  | Oliver Rowland     | 1:17.704         | K1-K2            |          |              |              |  |  |        |        |
|  | Pascal Wehrlein    | 1:17.549         |                  |          |              |              |  |  |        |        |
|  | Pascal Wehrlein    | 1:17.549         | Pascal Wehrlein  | 1:17.143 |              |              |  |  |        |        |
|  | A4-A1              |                  | Pascal Wehrlein  | 1:17.143 |              |              |  |  |        |        |
|  |                    | Jean-Éric Vergne | 1:17.085         |          |              |              |  |  |        |        |
|  | Maximilian Günther | Jean-Éric Vergne | 1:17.085         | 1:18.583 |              |              |  |  |        |        |
|  | Maximilian Günther |                  | H1-H2            | 1:18.583 |              |              |  |  |        |        |
|  | Jean-Éric Vergne   | 1:17.476         |                  |          |              |              |  |  |        |        |
|  | Jean-Éric Vergne   | 1:17.476         | Jean-Éric Vergne | 1:17.228 |              |              |  |  |        |        |
|  | B3-B2              |                  | Jean-Éric Vergne | 1:17.228 |              |              |  |  |        |        |
|  |                    | Mitch Evans      | 1:17.068         |          |              |              |  |  |        |        |
|  | Sam Bird           | Mitch Evans      | 1:17.068         | 1:17.731 |              |              |  |  |        |        |
|  | Sam Bird           | K3-K4            |                  | 1:17.731 |              |              |  |  |        |        |
|  | Mitch Evans        | 1:17.275         |                  |          |              |              |  |  |        |        |
|  | Mitch Evans        | 1:17.275         | Mitch Evans      | 1:17.170 |              |              |  |  |        |        |
|  | B4-B1              |                  | Mitch Evans      | 1:17.170 |              |              |  |  |        |        |
|  |                    | Jake Hughes      | 1:17.425         |          |              |              |  |  |        |        |
|  | Nico Müller        | Jake Hughes      | 1:17.425         | 1:17.284 |              |              |  |  |        |        |
|  | Nico Müller        |                  |                  | 1:17.284 |              |              |  |  |        |        |
|  | Jake Hughes        | 1:16.977         |                  |          |              |              |  |  |        |        |
|  | Jake Hughes        | 1:16.977         |                  |          |              |              |  |  |        |        |

#### Startopstelling
| Pos | No | Coureur                | Team             |
| --- | -- | ---------------------- | ---------------- |
| 1   | 9  | Mitch Evans            | Jaguar           |
| 2   | 25 | Jean-Éric Vergne       | DS               |
| 3   | 94 | Pascal Wehrlein        | Porsche          |
| 4   | 51 | Nico Müller            | Abt-Mahindra     |
| 5   | 22 | Oliver Rowland         | Nissan           |
| 6   | 8  | Sam Bird               | McLaren-Nissan   |
| 7   | 7  | Maximilian Günther     | Maserati         |
| 8   | 37 | Nick Cassidy           | Jaguar           |
| 9   | 16 | Sébastien Buemi        | Envision-Jaguar  |
| 10  | 4  | Robin Frijns           | Envision-Jaguar  |
| 11  | 17 | Norman Nato            | Andretti-Porsche |
| 12  | 23 | Sacha Fenestraz        | Nissan           |
| 13  | 48 | Edoardo Mortara        | Mahindra         |
| 14  | 13 | António Félix da Costa | Porsche          |
| 15  | 33 | Dan Ticktum            | ERT              |
| 16  | 11 | Lucas di Grassi        | Abt-Mahindra     |
| 17  | 1  | Jake Dennis            | Andretti-Porsche |
| 18  | 2  | Stoffel Vandoorne      | DS               |
| 19  | 21 | Nyck de Vries          | Mahindra         |
| 20  | 18 | Jehan Daruvala         | Maserati         |
| 21  | 3  | Sérgio Sette Câmara    | ERT              |
| 22  | 5  | Jake Hughes            | McLaren-Nissan   |

### Race
| Pos | No | Coureur                | Team             | Rondes | Tijd/Oorzaak uitval | Grid | Punten |
| --- | -- | ---------------------- | ---------------- | ------ | ------------------- | ---- | ------ |
| 1   | 22 | Oliver Rowland         | Nissan           | 28     | 40:05.176           | 5    | 26     |
| 2   | 1  | Jake Dennis            | Andretti-Porsche | 28     | +3.003              | 17   | 18     |
| 3   | 7  | Maximilian Günther     | Maserati         | 28     | +3.788              | 7    | 15     |
| 4   | 33 | Dan Ticktum            | ERT              | 28     | +4.554              | 15   | 12     |
| 5   | 9  | Mitch Evans            | Jaguar           | 28     | +5.673              | 1    | 13     |
| 6   | 25 | Jean-Éric Vergne       | DS               | 28     | +7.559              | 2    | 8      |
| 7   | 17 | Norman Nato            | Andretti-Porsche | 28     | +7.588              | 11   | 6      |
| 8   | 2  | Stoffel Vandoorne      | DS               | 28     | +7.639              | 18   | 4      |
| 9   | 23 | Sacha Fenestraz        | Nissan           | 28     | +7.768              | 12   | 2      |
| 10  | 11 | Lucas di Grassi        | Abt-Mahindra     | 28     | +7.967              | 16   | 1      |
| 11  | 51 | Nico Müller            | Abt-Mahindra     | 28     | +8.311              | 4    |        |
| 12  | 16 | Sébastien Buemi        | Envision-Jaguar  | 28     | +13.447             | 9    |        |
| 13  | 5  | Jake Hughes            | McLaren-Nissan   | 28     | +13.705             | 22   |        |
| 14  | 21 | Nyck de Vries          | Mahindra         | 28     | +18.051             | 19   |        |
| 15  | 3  | Sérgio Sette Câmara    | ERT              | 28     | +57.526             | 21   |        |
| 16  | 94 | Pascal Wehrlein        | Porsche          | 28     | +1:04.968           | 3    |        |
| 17  | 4  | Robin Frijns           | Envision-Jaguar  | 28     | +1:18.360           | 10   |        |
| DNF | 18 | Jehan Daruvala         | Maserati         | 27     | Botsing             | 20   |        |
| DNF | 8  | Sam Bird               | McLaren-Nissan   | 25     | Schade ongeluk      | 6    |        |
| DNF | 37 | Nick Cassidy           | Jaguar           | 23     | Schade ongeluk      | 8    |        |
| DNF | 48 | Edoardo Mortara        | Mahindra         | 0      | Technisch           | 13   |        |
| DSQ | 13 | António Félix da Costa | Porsche          | 28     | Gediskwalificeerd   | 3    |        |

## Race 2

### Kwalificatie

#### Groepsfase
De top vier uit iedere groep kwalificeerde zich voor de knockoutfase.
Groep A
| Pos | No | Coureur                | Team             | Tijd     |
| --- | -- | ---------------------- | ---------------- | -------- |
| 1   | 37 | Nick Cassidy           | Jaguar           | 1:17.907 |
| 2   | 4  | Robin Frijns           | Envision-Jaguar  | 1:17.983 |
| 3   | 51 | Nico Müller            | Abt-Mahindra     | 1:18.000 |
| 4   | 25 | Jean-Éric Vergne       | DS               | 1:18.020 |
| 5   | 22 | Oliver Rowland         | Nissan           | 1:18.064 |
| 6   | 7  | Maximilian Günther     | Maserati         | 1:18.072 |
| 7   | 11 | Lucas di Grassi        | Abt-Mahindra     | 1:18.083 |
| 8   | 17 | Norman Nato            | Andretti-Porsche | 1:18.107 |
| 9   | 33 | Dan Ticktum            | ERT              | 1:18.216 |
| 10  | 21 | Nyck de Vries          | Mahindra         | 1:18.410 |
| 11  | 13 | António Félix da Costa | Porsche          | 1:18.454 |

Groep B
| Pos | No | Coureur             | Team             | Tijd     |
| --- | -- | ------------------- | ---------------- | -------- |
| 1   | 5  | Jake Hughes         | McLaren-Nissan   | 1:17.610 |
| 2   | 94 | Pascal Wehrlein     | Porsche          | 1:17.784 |
| 3   | 8  | Sam Bird            | McLaren-Nissan   | 1:17.992 |
| 4   | 2  | Stoffel Vandoorne   | DS               | 1:18.052 |
| 5   | 1  | Jake Dennis         | Andretti-Porsche | 1:18.073 |
| 6   | 3  | Sérgio Sette Câmara | ERT              | 1:18.091 |
| 7   | 23 | Sacha Fenestraz     | Nissan           | 1:18.126 |
| 8   | 9  | Mitch Evans         | Jaguar           | 1:18.144 |
| 9   | 16 | Sébastien Buemi     | Envision-Jaguar  | 1:18.255 |
| 10  | 48 | Edoardo Mortara     | Mahindra         | 1:18.461 |
| 11  | 18 | Jehan Daruvala      | Maserati         | 1:18.720 |

#### Knockoutfase
De combinatie letter/cijfer staat voor de groep waarin de betreffende coureur uitkwam en de positie die hij in deze groep behaalde.
|  | Kwartfinale       | Kwartfinale      |                  |          | Halve finale | Halve finale |  |  | Finale | Finale |
|  |                   |                  |                  |          |              |              |  |  |        |        |
|  |                   |                  |                  |          |              |              |  |  |        |        |
|  | A3-A2             |                  |                  |          |              |              |  |  |        |        |
|  |                   |                  |                  |          |              |              |  |  |        |        |
|  | Nico Müller       | 1:17.032         |                  |          |              |              |  |  |        |        |
|  | Nico Müller       | 1:17.032         | K1-K2            |          |              |              |  |  |        |        |
|  | Robin Frijns      | 1:17.738         |                  |          |              |              |  |  |        |        |
|  | Robin Frijns      | 1:17.738         | Nico Müller      | 1:17.931 |              |              |  |  |        |        |
|  | A4-A1             |                  | Nico Müller      | 1:17.931 |              |              |  |  |        |        |
|  |                   | Jean-Éric Vergne | 1:16.902         |          |              |              |  |  |        |        |
|  | Jean-Éric Vergne  | Jean-Éric Vergne | 1:16.902         | 1:16.993 |              |              |  |  |        |        |
|  | Jean-Éric Vergne  |                  | H1-H2            | 1:16.993 |              |              |  |  |        |        |
|  | Nick Cassidy      | Geen tijd        |                  |          |              |              |  |  |        |        |
|  | Nick Cassidy      | Geen tijd        | Jean-Éric Vergne | 1:16.783 |              |              |  |  |        |        |
|  | B3-B2             |                  | Jean-Éric Vergne | 1:16.783 |              |              |  |  |        |        |
|  |                   | Jake Hughes      | 1:16.538         |          |              |              |  |  |        |        |
|  | Sam Bird          | Jake Hughes      | 1:16.538         | 1:16.954 |              |              |  |  |        |        |
|  | Sam Bird          | K3-K4            |                  | 1:16.954 |              |              |  |  |        |        |
|  | Pascal Wehrlein   | 1:16.882         |                  |          |              |              |  |  |        |        |
|  | Pascal Wehrlein   | 1:16.882         | Pascal Wehrlein  | 1:16.870 |              |              |  |  |        |        |
|  | B4-B1             |                  | Pascal Wehrlein  | 1:16.870 |              |              |  |  |        |        |
|  |                   | Jake Hughes      | 1:16.817         |          |              |              |  |  |        |        |
|  | Stoffel Vandoorne | Jake Hughes      | 1:16.817         | 1:17.094 |              |              |  |  |        |        |
|  | Stoffel Vandoorne |                  |                  | 1:17.094 |              |              |  |  |        |        |
|  | Jake Hughes       | 1:16.413         |                  |          |              |              |  |  |        |        |
|  | Jake Hughes       | 1:16.413         |                  |          |              |              |  |  |        |        |

#### Startopstelling
| Pos | No | Coureur                | Team             |
| --- | -- | ---------------------- | ---------------- |
| 1   | 5  | Jake Hughes            | McLaren-Nissan   |
| 2   | 25 | Jean-Éric Vergne       | DS               |
| 3   | 94 | Pascal Wehrlein        | Porsche          |
| 4   | 51 | Nico Müller            | Abt-Mahindra     |
| 5   | 8  | Sam Bird               | McLaren-Nissan   |
| 6   | 2  | Stoffel Vandoorne      | DS               |
| 7   | 4  | Robin Frijns           | Envision-Jaguar  |
| 8   | 37 | Nick Cassidy           | Jaguar           |
| 9   | 1  | Jake Dennis            | Andretti-Porsche |
| 10  | 22 | Oliver Rowland         | Nissan           |
| 11  | 3  | Sérgio Sette Câmara    | ERT              |
| 12  | 7  | Maximilian Günther     | Maserati         |
| 13  | 23 | Sacha Fenestraz        | Nissan           |
| 14  | 11 | Lucas di Grassi        | Abt-Mahindra     |
| 15  | 9  | Mitch Evans            | Jaguar           |
| 16  | 17 | Norman Nato            | Andretti-Porsche |
| 17  | 16 | Sébastien Buemi        | Envision-Jaguar  |
| 18  | 33 | Dan Ticktum            | ERT              |
| 19  | 48 | Edoardo Mortara        | Mahindra         |
| 20  | 21 | Nyck de Vries          | Mahindra         |
| 21  | 18 | Jehan Daruvala         | Maserati         |
| 22  | 13 | António Félix da Costa | Porsche          |

### Race
| Pos | No | Coureur                | Team             | Rondes | Tijd/Oorzaak uitval | Grid | Punten |
| --- | -- | ---------------------- | ---------------- | ------ | ------------------- | ---- | ------ |
| 1   | 94 | Pascal Wehrlein        | Porsche          | 26     | 37:05.241           | 3    | 26     |
| 2   | 1  | Jake Dennis            | Andretti-Porsche | 26     | +1.933              | 9    | 18     |
| 3   | 37 | Nick Cassidy           | Jaguar           | 26     | +2.221              | 8    | 15     |
| 4   | 51 | Nico Müller            | Abt-Mahindra     | 26     | +2.271              | 4    | 12     |
| 5   | 23 | Sacha Fenestraz        | Nissan           | 26     | +5.230              | 13   | 10     |
| 6   | 3  | Sérgio Sette Câmara    | ERT              | 26     | +5.727              | 11   | 8      |
| 7   | 25 | Jean-Éric Vergne       | DS               | 26     | +6.794              | 2    | 6      |
| 8   | 5  | Jake Hughes            | McLaren-Nissan   | 26     | +8.236              | 1    | 7      |
| 9   | 18 | Jehan Daruvala         | Maserati         | 26     | +8.714              | 21   | 2      |
| 10  | 8  | Sam Bird               | McLaren-Nissan   | 26     | +11.912             | 5    | 1      |
| 11  | 11 | Lucas di Grassi        | Abt-Mahindra     | 26     | +12.415             | 14   |        |
| 12  | 7  | Maximilian Günther     | Maserati         | 26     | +13.387             | 12   |        |
| 13  | 48 | Edoardo Mortara        | Mahindra         | 26     | +14.171             | 19   |        |
| 14  | 33 | Dan Ticktum            | ERT              | 26     | +17.875             | 18   |        |
| 15  | 21 | Nyck de Vries          | Mahindra         | 26     | +21.935             | 20   |        |
| 16  | 17 | Norman Nato            | Andretti-Porsche | 25     | +1 ronde            | 16   |        |
| 17  | 13 | António Félix da Costa | Porsche          | 25     | +1 ronde            | 22   |        |
| DNF | 9  | Mitch Evans            | Jaguar           | 26     | Technisch           | 15   |        |
| DNF | 22 | Oliver Rowland         | Nissan           | 25     | Energie             | 10   |        |
| DNF | 2  | Stoffel Vandoorne      | DS               | 22     | Technisch           | 6    |        |
| DNF | 16 | Sébastien Buemi        | Envision-Jaguar  | 14     | Schade ongeluk      | 17   |        |
| DNF | 4  | Robin Frijns           | Envision-Jaguar  | 6      | Ongeluk             | 7    |        |

## Tussenstanden wereldkampioenschap

### Coureurs
| Positie | No. | Rijder             | Team             | Punten |
| ------- | --- | ------------------ | ---------------- | ------ |
| 01      | 94  | Pascal Wehrlein    | Porsche          | 89     |
| 02      | 1   | Jake Dennis        | Andretti-Porsche | 89     |
| 03      | 22  | Oliver Rowland     | Nissan           | 80     |
| 04      | 37  | Nick Cassidy       | Jaguar           | 76     |
| 05      | 7   | Maximilian Günther | Maserati         | 63     |
| 06      | 25  | Jean-Éric Vergne   | DS               | 53     |
| 07      | 9   | Mitch Evans        | Jaguar           | 52     |
| 08      | 8   | Sam Bird           | McLaren-Nissan   | 38     |
| 09      | 5   | Jake Hughes        | McLaren-Nissan   | 25     |
| 10      | 17  | Norman Nato        | Andretti-Porsche | 23     |

### Teams
| Positie | Team             | Punten |
| ------- | ---------------- | ------ |
| 01      | Jaguar           | 128    |
| 02      | Andretti-Porsche | 112    |
| 03      | Porsche          | 109    |
| 04      | Nissan           | 100    |
| 05      | DS               | 75     |
| 06      | Maserati         | 65     |
| 07      | McLaren-Nissan   | 63     |
| 08      | Envision-Jaguar  | 41     |
| 09      | ERT              | 23     |
| 10      | Abt-Mahindra     | 19     |

### Constructeurs
| Pos. | Constructeur | Punten |
| ---- | ------------ | ------ |
| 01   | Porsche      | 188    |
| 02   | Jaguar       | 157    |
| 03   | Nissan       | 154    |
| 04   | Stellantis   | 128    |
| 05   | ERT          | 23     |
| 06   | Mahindra     | 19     |